# Twixt
Twixt è un gioco da tavolo inventato nei locali del caffè Hawelka di Vienna nel 1962 da Alex Randolph. Numerose sono state le edizioni pubblicate in ogni parte del mondo (3M, Avalon Hill, Schmidt). Twixt è uno dei giochi utilizzati all'interno del Mind Sports Olympiad, competizione multidisciplinare per promuovere giochi di abilità mentale.
Nel 1979 Twixt è finalista allo Spiel des Jahres, il più importante premio per giochi da tavolo pubblicati in Germania.

## Regole
Il gioco si compone di un tavoliere 24x24, con 572 fori (mancano i 4 fori d'angolo) e da un certo numero di piolini e barrette in due colori, rosso e nero. I bordi del quadrato sono colorati; due, opposti, sono rossi, gli altri due neri. L'obiettivo del gioco è la connessione di due lati opposti del piano di gioco, impedendo che l'avversario faccia altrettanto, come accade per l'Hex, a cui il gioco è ispirato.
Si gioca in due. All'inizio il tavoliere è completamente vuoto.
Ciascun giocatore ha a disposizione una sola mossa per turno. La mossa consiste nel collocare un nuovo piolo in un qualsiasi foro libero del tavoliere (ma non al di là dei bordi colorati dell'avversario.
Le pedine, una volta giocate, non possono muovere, né essere rimosse dal tavoliere. In questo gioco non esiste la cattura.
Ogni volta che due pioli dello stesso colore sono alla distanza di una mossa del Cavallo degli scacchi (cioè nelle posizioni che determinano la partenza e l'arrivo della mossa del cavallo (3x2) negli scacchi), possono essere collegati con una barretta. Le barrette non possono incrociarsi. Più barrette collegate tra loro compongono una catena invalicabile.
L'obiettivo del gioco è collegare con una catena continua di barrette i lati opposti del tavoliere (il Rosso i due lati rossi, il Nero i due lati neri) e, di conseguenza, sbarrare il passo dell'avversario.
Esiste una semplice variante di Twixt, denominata Paper & Pencil, nella quale non è possibile togliere barrette, ma è invece possibile intersecare le barrette di uno stesso colore.